# Tribosphénique

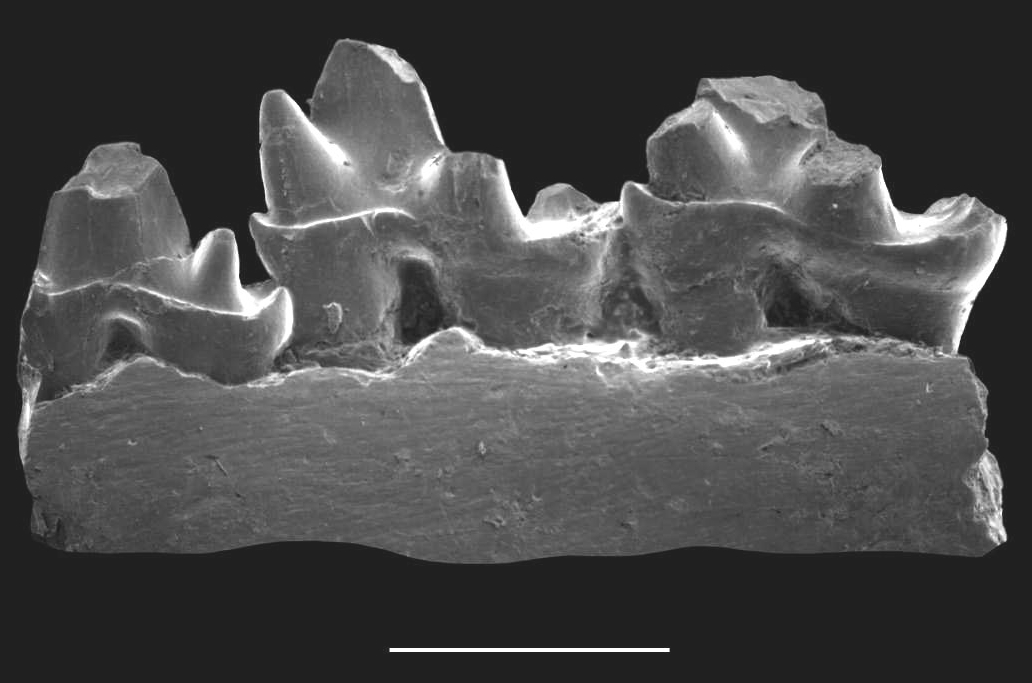
Trois dents tribosphéniques d'une mandibule dAmbondro mahabo (versant lingual). La barre d'échelle mesure 1 mm.

Les molaires tribosphéniques sont des molaires qui ont un talon sur la molaire inférieure, où il touche le protocône de la molaire supérieure. Ils ont été définis par le paléontologue George Gaylord Simpson en 1936.
Ce type de dents primitif est retrouvé chez les jeunes ornithorynques (les adultes n'ont pas de dents) et chez les mammifères insectivores. Ces pointes peuvent être alignées ou disposées en triangles.
Elles ont un aspect différent suivant qu'elles se trouvent sur le maxillaire ou sur la mandibule.
Sur le maxillaire (molaires supérieures), elle se présentent sous la forme d'une ligne antéro-postérieure ou d'un triangle dont un sommet est situé sur le côte lingual alors que les autres sommets et un côté sont situés sur le côté labial. Les trois cuspides portent le nom d'arrière en avant de métacone (côté labial postérieur), protocone (côté labial antérieur) et paracone (côté lingual). Le protocone est la plus importante des cuspides. Il arrive que le métacone d'une dent soit soudé au paracone de la dent voisine par un pont appelé ectolophe.
Sur la mandibule/os mandibulaire (molaires inférieures), les molaires ont une forme différente : elles possèdent une partie antéro-interne, le trigonide, portant trois cuspides (d'arrière en avant : le métaconide, le protoconide et le paraconide) et une partie arrière beaucoup plus plate, le talonide. D'une manière générale, les terminaisons en -ide (protoconide, paraconide, entoconide, hypoconide, etc.) indiquent des structures positionnées sur la mandibule.
Ces dents ont la particularité d'avoir été les premières dents occlusales. Les dents du maxillaire étant situées légèrement en dehors de celles de la mandibule et décalées de sorte que le protocone maxillaire soit en correspondance avec l'espace interdentaire et le métacone et le paracone en appui sur les talonides correspondants.

## Origine
Cette forme de molaire est retrouvée à l'identique ou quasiment non modifiée chez certains mammifères (exemple : opossum) et c'est encore à partir de cette forme que l'on peut dériver la plupart des dents des mammifères ; on pensait donc logiquement que les ancêtres communs de tous les mammifères thériens, vivant au crétacé inférieur dans les continents du nord, avaient des molaires supérieures tribosphéniques. Mais des découvertes plus récentes remirent en question cette théorie avec la découverte d'un mammifère avec déjà des molaires tribosphéniques bien avant le crétacé inférieur (25 millions d'années avant, dans le jurassique moyen), repoussant l'innovation tribosphénique très en arrière ; ainsi qu'avec la découverte d'un mammifère tribosphénique vivant en même temps que l’ancêtre commun supposé de tous les tribosphéniques, mais retrouvé en australie.
On ne sait donc pas encore si ce type de dents est d'origine monophylétique où s'il a une double origine : l'une au Gondwana (clade Australosphenida) et l'autre en Laurasie (marsupiaux et placentaires).